# Brotherhood of Man
Brotherhood of Man – brytyjska grupa muzyczna powstała w latach 70. XX w. z inicjatywy producenta oraz kompozytora Tony’ego Hillera. W 1976 roku, swym największym przebojem „Save Your Kisses for Me” zwyciężyła Eurowizję, co przyniosło jej rozgłos w całej Europie. Ich płyta „Save Your Kisses For Me” rozeszła się w ponad milionowym nakładzie, a piosenka długo utrzymywała się na listach przebojów w całej Europie.

## Skład grupy
- Nicky Stevens (ur. 3 grudnia 1949, w Carmarthen, Walia).
- Sandra Stevens(inne języki) (ur. 23 listopada 1949, w Leeds, Yorkshire).
- Martin Lee(inne języki) (ur. 26 listopada 1946, w Surrey, zm. 29 września 2024[1]).
- Lee Sheriden(inne języki) (ur. 11 kwietnia 1949, w Bristolu).

## Piosenki
- United We Stand - (1970)
- Where Are You Going To My Love - (1970)
- Reach Out Your Hand
- Lady
- Kiss Me, Kiss Your Baby
- Save Your Kisses For Me - (1976)
- My Sweet Rosalie - (1976)
- New York City
- Oh Boy (The Mood I’m In) – (1977)
- Angelo - (1977)
- Highwayman
- Figaro - (1978)
- Beautiful Lover - (1978)
- Middle Of The Night - (1978)
- Papa Louis
- Lightning Flash - (1982)